# 무인 우주선

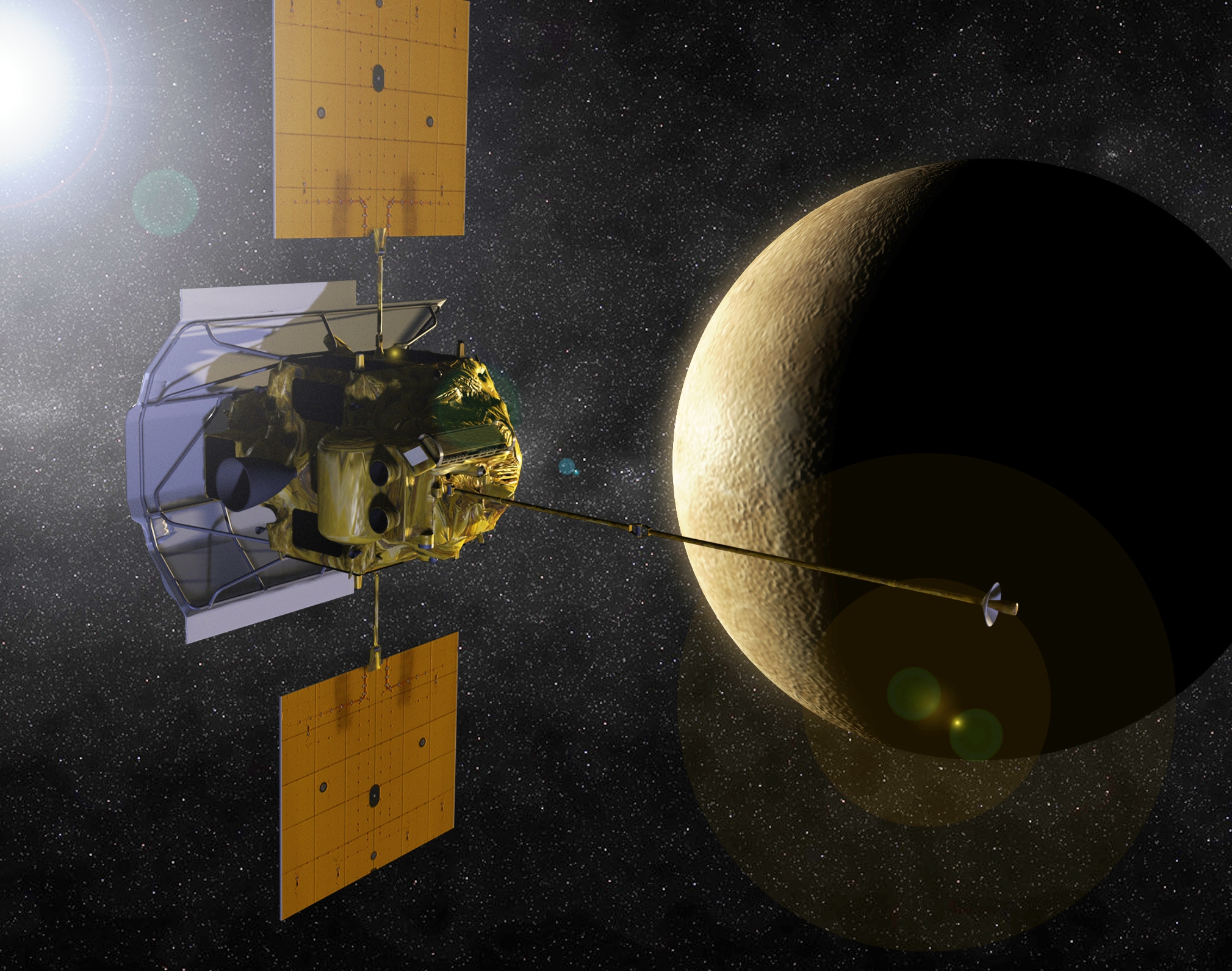
수성에 접근하는 메신저호의 상상도

무인 우주선(無人宇宙船) 또는 로봇 우주선(영어: robotic spacecraft)은 인간의 탑승 없이 로봇 기술에 의해 원격에서 조종되는 우주선을 말한다. 특히 무인 우주선 가운데 우주에 대한 과학적인 관측과 실험을 위해 발사된 것은 우주 로봇이라고 한다. 많은 우주 비행이 낮은 비용과 낮은 위험을 이유로 유인 우주비행보다는 무인 우주선에 의해 실행되었다. 금성, 화성, 목성과 같은 행성에 대한 우주 탐사는 현재의 기술로서는 인간의 생존을 보장할 수 없으며, 토성, 천왕성, 해왕성과 같은 외행성은 현재 기술로는 인간을 보내기에 너무 멀기 때문이기도 하다. 이러한 이유로 무인 우주선은 행성의 탐사등에 쓰이는 유일한 우주선이기도 하다.
인공위성 또한 무인 우주선의 일종이며, 우주로봇은 주로 착륙선과 탐색선으로 나뉜다.

## 같이 보기
- 유인 우주 비행